# David

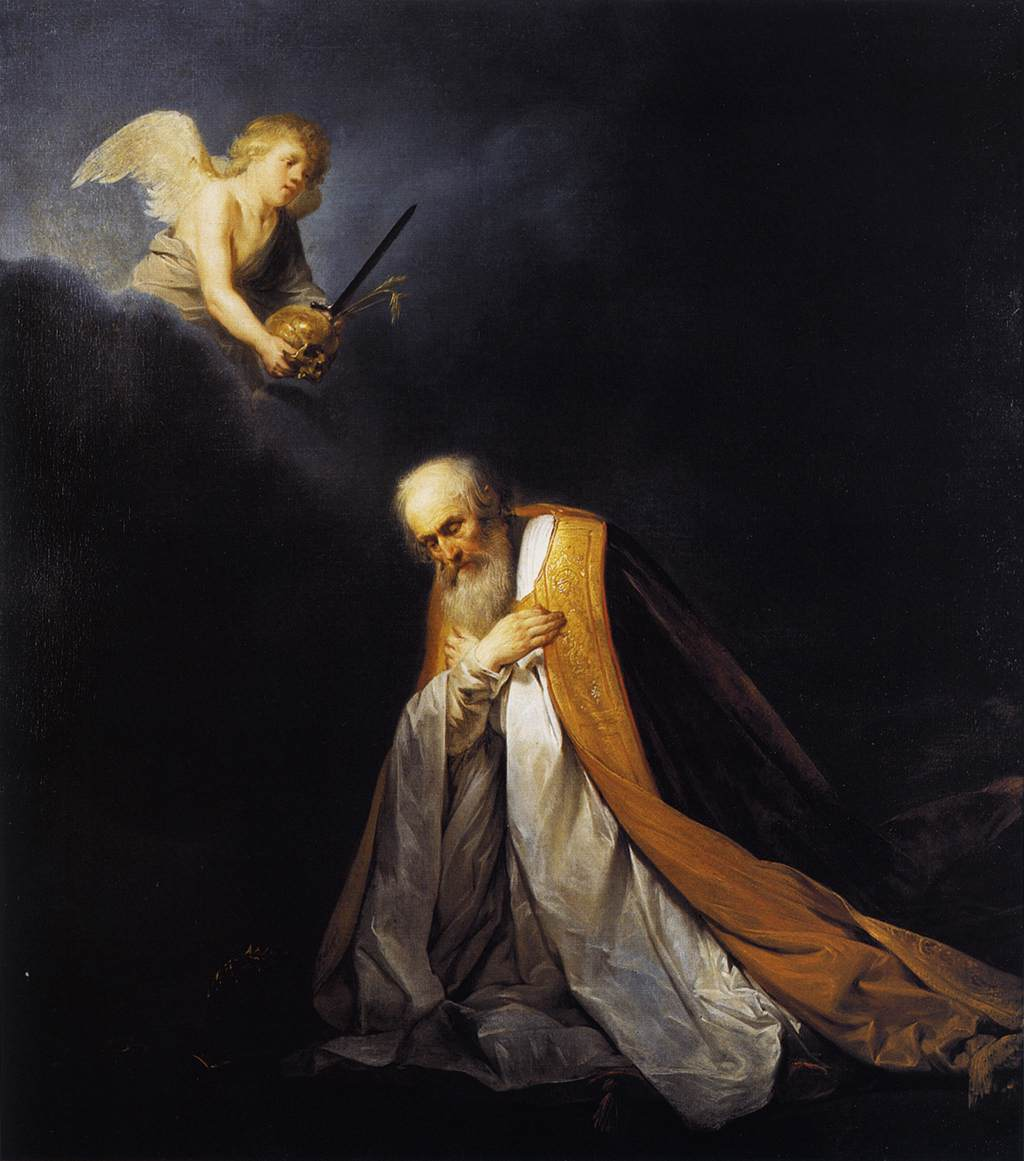
Regele David rugându-se, pictură de pictorul olandez Pieter de Grebber, circa 1635-1640

David (în Ebraică:  דָּוִד, Ebraica modernă: Davīd, Vocalizare tiberiană: Dāwīḏ; în arabă داود(ortografie tradițională), în داوود, Dāwūd; în greacă comună Δαυίδ, transliterat: Dauíd; în latină  Davidus, David; în traducere „cel iubit”) este descris în Biblia ebraică ca al doilea rege al Israelului, uns de Samuel încă în timpul vieții primului rege, Saul, considerat un rege rău, care și-a bazat puterea pe armată și administrație. Spre deosebire de Saul, David și-a pus încrederea în Dumnezeu, ignorând puterea pământească a adversarilor săi (fapt descris exemplar în confruntarea dintre David și uriașul Goliat). Conform Cărții întâi a lui Samuel, David a devenit terapeut al regelui Saul și prieten intim al fiului acestuia, Ionatan. Cuprins de teamă că David vrea să-i ia tronul, Saul încearcă să-l omoare pe David. După ce Saul și Ionatan sunt uciși în luptă cu dușmanii țării, David devine rege. David cucerește Ierusalimul, luând Chivotul Legământului în oraș, și consolidează regatul israelit întemeiat de Saul.
După ce a ajuns rege, David a comis adulter cu Batșeba și l-a trimis la moarte în luptă pe soțul ei, Urie hititul. Fiul lui David, Absalom, intenționează să-l răstoarne pe tatăl său. David fuge din Ierusalim în timpul rebeliunii lui Absalom, iar după moartea acestuia se întoarce în oraș pentru a relua conducerea țării. Deoarece David a vărsat mult sânge, Dumnezeu îi refuză dreptul de a construi Templul. Înainte de moartea sa de bătrânețe, îl alege pe fiul Yedidia sau Solomon ca succesor. David este onorat în literatura profetică ca un rege ideal și strămoșul unui viitor Mesia și mulți psalmi i se atribuie.
Istoricii Orientului Apropiat Antic sunt de acord că David a trăit probabil în jurul anului 1000 î.Hr., dar că puțin altceva despre el ca persoană istorică mai întrunește consensul lor. Stela de la Tel Dan, o piatră inscripționată ridicată de un rege din Damasc la sfârșitul secolului al IX-lea/începutul secolului VIII î.Hr. pentru a comemora victoria sa asupra a doi regi inamici, conține cuvinte în aramaica antică, bytdwd, pe care majoritatea cărturarilor le traduc prin „Casa lui David”.
David este bogat reprezentat în tradiția scrisă și orală evreiască postbiblică și este menționat în Noul Testament. Evangheliile au interpretat viața lui Isus din Nazaret în lumina referințelor la Mesia și la David; Isus este descris ca fiind descendent al lui David în Evanghelia după Matei și în Evanghelia după Luca. David (Daud) este menționat și în Coran ca un profet major și figurează și în tradiția orală și scrisă islamică. Personajul biblic al lui David a inspirat multe creații în artă și literatură de-a lungul secolelor.

## Narațiunea biblică

### Familia

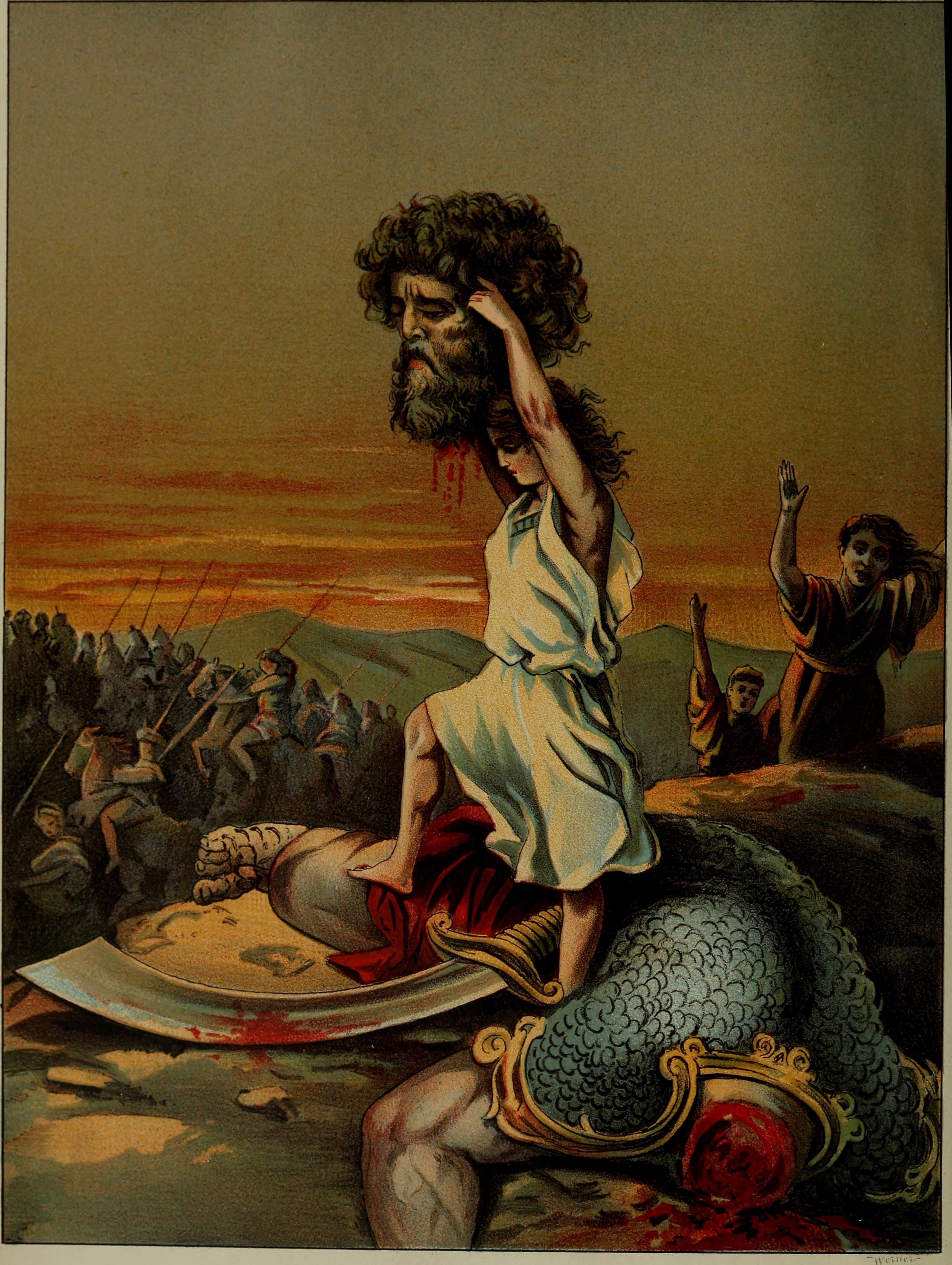
David ridicând capul lui Goliat, într-o ilustrație de Josephine Pollard (1899)

Prima carte a lui Samuel și Cartea întâi a Cronicilor îl identifică pe David ca fiul lui Isai, Betleemitul, cel mai mic dintre cei opt fii ai acestuia. Avea, de asemenea, cel puțin două surori: Zeruiah, ai cărei fii au continuat să servească în oștirea lui David, și Abigail, al cărei fiu Amasa a slujit apoi în oastea lui Absalom, Absalom fiind unul dintre fiii mai mici ai lui David. În timp ce Biblia nu menționează numele mamei sale, Talmudul o menționează ca Nitzevet, fiica unui bărbat pe nume Adael, iar Cartea lui Rut îl revendică drept strănepotul lui Rut moabita, cu Boaz.
David pare să-și fi consolidat relațiile cu diferite grupuri politice și tribale prin căsătorii. În tinerețe, după cum se povestește în 1 Samuel 17:25 cel dintâi rege al Israelului, Saul (Shaul), a vestit în țară că îl va face bogat pe oricine va reuși să-l răpună pe temutul filistean Goliat, mai mult, îi va da acelui viteaz mâna fiicei sale și îi va scuti familia de dări. Și într-adevăr, Saul i-a oferit lui David pe fiica sa cea mai mare, Merab (Merav), căsătorie pe care, însă, David a refuzat-o cu respect.Atunci Saul a dat-o în căsătorie lui Adriel Meholatitul. După ce i s-a spus că fiica sa mai mică Michal era îndrăgostită de David, Saul i-a dat-o în căsătorie lui David în schimbul a 100(insă David ii aduce 200) prepuțuri de filisteni (istoricul evreu antic Josephus susține  că era vorba de 600 de capete de filisteni). Saul, care suferea de crize nervoase și de melancolie, a fost cuprins de suspiciuni și invidie față de David și a încercat să-l ucidă, fără sa izbutească. Ulterior Saul a trimis-o pe Michal la Galim să se căsătorească cu Palti, fiul lui Laiș. David a luat atunci soții din Hebron, conform 2 Samuel 3; și anume Ahinoam Yizre'elita; Abigail, care fusese soția lui Nabal Carmelitul; Maakha, fiica lui Talmay, regele Geshurului; Haggit; Abital(Avital); și Egla. Mai târziu, David a dorit-o iarăși pe Michal și Abner, comandantul oastei lui Isboșet, i-a adus-o lui David, provocându-i soțului ei (Palti) o mare durere.
Cărțile Cronicilor enumeră fiii lui David cu diferitele sale soții și concubine. La Hebron, David a avut șase fii: Amnon, de la Ahinoam;  Daniel, de la Abigail; Absalom, de la Maachah; Adonia, de la Haggit; Shephatia, de la Abital; și Itream, de Egla. De la Batșeba (Batsheva), fiii lui au fost Shammua, Șobab,  Nathan și Yedidia , ulterior numit Solomon. Fiii lui David născuți la Ierusalim de la celelalte soții ale sale includeau pe Ibhar, Elishua, Elifelet, Nogah, Nepheg, Yafia, Elishama și Eliada. Yerimot, care nu este menționat în nicio genealogie, este menționat ca un alt fiu al său în Cartea a doua a Cronicilor.  Fiica sa Tamar, de la Maakha, a fost violată de fratele ei vitreg, Amnon. David nu l-a pedepsit pe Amnon pentru necinstirea Tamarei, pentru că era primul său născut și îl iubea, așa încât fratele ei, Absalom a fost cel care l-a ucis pe Amnon pentru a o răzbuna.

### Continuarea narativului biblic

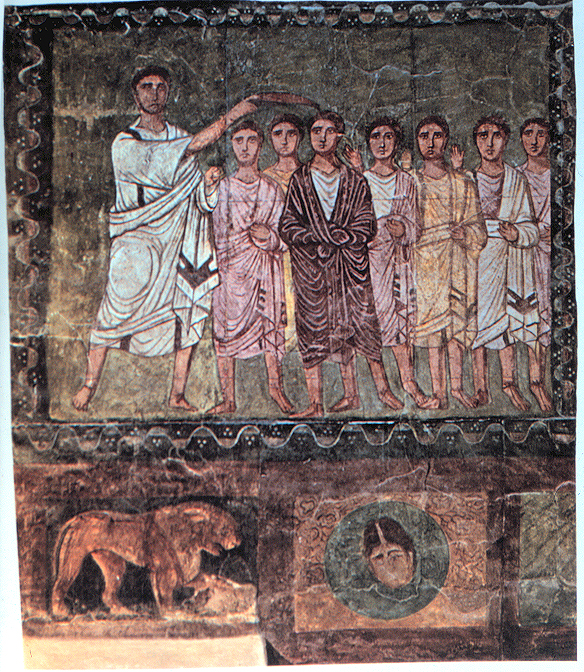
Samuel îl unge pe David, imagine din Sinagoga de la Dura Europos, Siria, secolul al III-lea d.Hr.

Dumnezeu este mâniat când Saul, regele lui Israel, oferă în mod ilegal un sacrificiu și ulterior nu respectă un poruncă divină atât pentru a ucide toți amalekiții, cât și pentru a distruge bunurile confiscate. În consecință, Dumnezeu trimite profetul Samuel să ungă un păstor, David, fiul cel mai mic al lui Isai din Betleem, să fie rege în locul lui Saul.
După ce Dumnezeu trimite un duh rău pentru a-l chinui pe Saul, slujitorii săi îi recomandă să trimită după un om priceput să cânte la liră. Un slujitor îl propune pe David, pe care slujitorul îl descrie ca fiind „iscusit în joc, un om curajos, un războinic, prudent în vorbire și un om cu o prezență plăcută; și Domnul este cu el”. David intră în serviciul lui Saul ca unul dintre paji și cântă la liră pentru a-l liniști pe rege.
Izbucnește un război între Israel și filisteni, iar uriașul Goliat îi provoacă pe israeliți să trimită un luptător care să-l înfrunte în luptă individuală. David, trimis de tatăl său să aducă provizii fraților săi care slujeau în oastea lui Saul, declară că îl poate învinge pe Goliat. Refuzând oferta regelui de a primi o armură regală, îl ucide pe Goliat cu praștia. Saul întreabă numele tatălui tânărului erou.

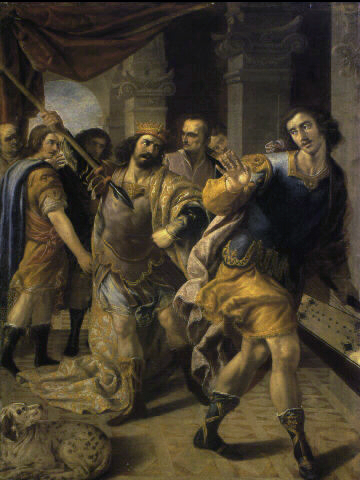
Saul îl amenință pe David, de José Leonardo

Saul îl așează pe David șef peste oastea sa. Tot Israelul îl iubește pe David, dar popularitatea lui îl face pe Saul să se teamă de el („Ce altceva mai poate el decât regatul?”). Saul urzește uciderea lui David, dar fiul lui Saul, prințul Ionatan, unul din cei care îl iubeau pe David, îl avertizează despre planurile tatălui său și David fuge. El merge mai întâi la Nob, unde este hrănit de preotul Ahimelech și i se dă sabia lui Goliat, apoi la Gath, orașul filistean al lui Goliat, intenționând să caute refugiu la regele Achiș de acolo. Slujitorii sau funcționarii lui Achiș pun la îndoială loialitatea sa, iar David îsi dă seama că este în primejdie. El merge lângă peștera din Adullam, unde familia lui i se alătură. De acolo se duce să caute refugiu la regele Moabului, dar prorocul Gad îl sfătuiește să plece și se duce la Pădurea Hereth, și apoi la Keilah, unde este implicat într-o bătălie cu filistenii. Saul intenționează să-l asedieze pe Keilah pentru a-l putea captura pe David, așa că David părăsește orașul pentru a-și proteja locuitorii. De acolo el se refugiază în munții  Zif.
Ionatan se întâlnește din nou cu David și își confirmă loialitatea față de David ca viitor rege. După ce locuitorii din Zif l-au anunțat pe Saul că David caută adăpost pe teritoriul lor, Saul caută confirmarea știrii și intenționează să-l prindă pe David în pustia Maon, dar atenția sa este distrasă de o invazie filisteană reînnoită și David este capabil să-și asigure un răgaz la Ein Gedi. Întorcându-se din lupta cu filistenii, Saul se îndreaptă spre Ein Gedi în urmărirea lui David și intră în peșteră unde, așa cum se întâmplă, David și susținătorii săi se ascund, „pentru a-și răspunde nevoilor”. David își dă seama că are o ocazie de a-l ucide pe Saul, dar aceasta nu este intenția sa: el tăie în secret un colț de haina lui Saul și, când Saul a părăsit peștera, iese să-i aducă un omagiu ca rege și să-i dovedească, folosind bucata din haină, că nu-i vrea răul. Cei doi sunt astfel împăcați și Saul îl recunoaște pe David drept succesorul său.
Un pasaj similar este relatat și în 1 Samuel 26, când David izbutește să se strecoare în tabăra lui Saul de pe dealul Hahila și să-i ia sulița și o ulcică cu apă, în timp ce el și gardienii lui dormeau. În această relatare, David este sfătuit de Abișai că are ocazia de a-l ucide pe Saul, dar David refuză, spunând că nu „își va întinde mâna [împotriva] unsului Domnului”. Saul mărturisește că a greșit persecutându-l pe David și îl binecuvântează.
În Cartea întâi a lui Samuel (cap. 27, 1–4) regele Saul nu-l mai urmărește pe David cand acesta se refugiază iarăși. Achiș, regele filistean al Gatului, îi dă voie lui David să locuiască în Tziklag, aproape de granița dintre Gat și Iudeea, de unde conduce raiduri împotriva geșuriților, ghirziților și amalekiților, dar îl face pe Achiș să creadă că îi atacă pe israeliții din Iuda, pe ierahmeeliții și pe keniții. Achiș crede că David devenise un vasal loial, dar David nu câștigă niciodată încrederea căpeteniilor din Gath și, la cererea lor, Achiș îi poruncește lui David să rămână în urmă să păzească tabăra, în vreme ce filistenii se îndreaptă împotriva lui Saul. David se întoarce la Tziklag. În vremea aceasta Ionatan și Saul sunt uciși în luptă, iar David este uns rege peste Iuda. În nord, un alt fiu al lui Saul, Isboșet, este uns rege al Israelului și izbucnește războiul, care durează până când este ucis.
Odată cu moartea Lui Isboșet (Ishboshet), bătrânii Israelului vin la Hebron și David este uns rege peste întregul Israel. El cucerește Ierusalimul, anterior o cetate a iebusiților, și o face capitala sa. El aduce Chivotul Legământului către oraș, intenționând să construiască un templu lui Dumnezeu (Yahve), dar profetul  Natan îiinterzice acest lucru, profețind că templul va fi zidit de unul dintre fiii lui David. Natan prezice și că Dumnezeu a încheiat un legământ cu casa lui David afirmând: „Tronul tău va fi stabilit pentru totdeauna”. David câștigă noi victorii asupra filistenilor, moabiților, edomiților, amalekiților, amoniților și a regelui Hadadezer din Aram-Zobah, după care devine bogat.

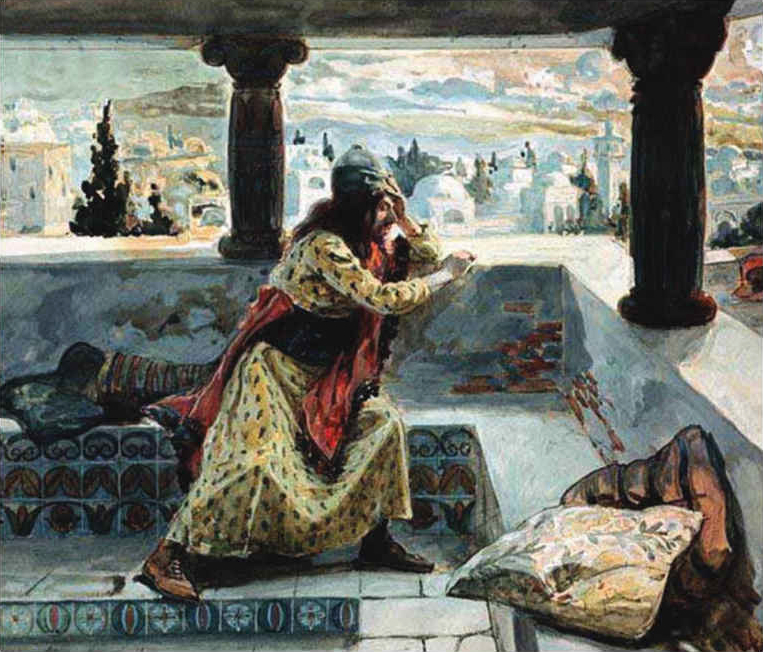
David privind-o pe Batsheva care se scaldă

În timpul unui asediu al capitalei amonite Rabbah (Rabbat Amon), David rămâne la Ierusalim. Privește cu nesaț  o femeie, Batșeba, în vreme ce aceasta se îmbăia. Chemând-o la el, ea rămâne însărcinată. Textul din Biblie nu menționează explicit dacă Batșeba a consimțit contactului sexual. David îl cheamă atunci pe soțul ei, Urie Hititul, care se odihnea după luptă si spera că acesta se va întoarce acasă la soția lui iar copilul va di presupus a fi al lui. Cu toate acestea, Urie nu-și vizitează soția, așa că David îl trimite să moară în focul luptelor. David se căsătorește apoi cu văduva Batșeba. Ca răspuns, Natan, după ce i-a dovedit regelui cât este de vinovat printr-o parabolă care de fapt îi descria păcatul prin analogie, îi prevestește pedeapsa care va cădea asupra lui, zicând că  „sabia nu se va îndepărta niciodată de casa ta.” Când David recunoaște că a păcătuit, Natan îi spune că păcatul lui este iertat și că nu va muri, dar copilul va muri.
Ca împlinire a cuvintelor lui Natan, fiul lui David Absalom, împins de dorința de răzbunare și de pofta de putere, se scoală împotriva tatălui său. Mulțumită lui Hușai, un prieten al lui David căruia i s-a poruncit să se strecoare în tabăra lui Absalom pentru a-i împiedica  planurile, forțele lui Absalom sunt îndreptate spre o bătălie la Pădurea lui Efraim. Absalom este agățat de părul său lung în ramurile a unui copac unde, contrar ordinului lui David, este ucis de Ioab, comandantul oștirii lui David. David deplânge moartea fiului său preferat: „O, fiul meu Absalom, fiul meu, fiul meu Absalom! Aș fi murit în locul tău, o, Absalom, fiul meu, fiul meu!” până când Ioab îl convinge să-și revină din „extravaganța durerii sale” și să-și îndeplinească datoria față de popor. David se întoarce la Gilgal și este escortat peste Iordan și înapoi la Ierusalim de către triburile Iuda și Beniamin.
Când David este bătrân pe patul de moarte, Adonia, fiul său cel mai mare, supraviețuitor și moștenitor natural, se declară rege. Batșeba și Natan merg la David și obțin acordul său de a-l încorona pe fiul lui Batseba, Yedidia sau Solomon, drept rege, conform promisiunii anterioare a lui David, iar revolta lui Adonia este înăbușită. David moare la vârsta de 70 de ani după ce a domnit 40 de ani, și pe patul de moarte îl sfătuiește pe Solomon să meargă în căile lui Dumnezeu și să se răzbune pe dușmanii lui David.

### Psalmi

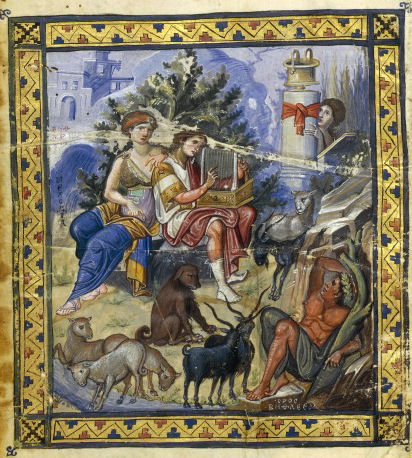
David compunând psalmi, Psaltirea de la Paris, secolul al X-lea

Cartea întâi a lui Samuel îl numește pe David un jucător priceput de harpă (liră) și „psalmistul dulce al Israelului”. Totuși, în timp ce aproape jumătate din Psalmi poartă titlul „Un psalm al lui David” (tradus și ca „lui David” sau „pentru David”) și tradiția identifică mai multe cu evenimente specifice din viața lui David (de exemplu, Psalmii 3, 7, 18, 34, 51, 52, 54, 56, 57, 59, 60, 63 și 142), titlurile sunt adăugiri târzii și niciun psalm nu poate fi atribuit lui David cu certitudine.
Psalmul 34 i se atribuie lui David cu prilejul evadării sale din Abimelec (sau regele Achiș) pretinzând că este nebun. Conform narațiunii paralele din 1 Samuel 21, în loc să-l omoare pe omul care i-a produs atâtea pierderi, Abimelec îi permite lui David să plece, exclamând: Nu vedeți că este un om nebun? La ce l-ați adus la mine? N-am eu destui nebuni? De ce l-ați adus și pe acesta să se schimonosească înaintea mea? Nu cumva vreți să intre în casă la mine?" ”

## Istorie și arheologie

### Stela de la Tel Dan

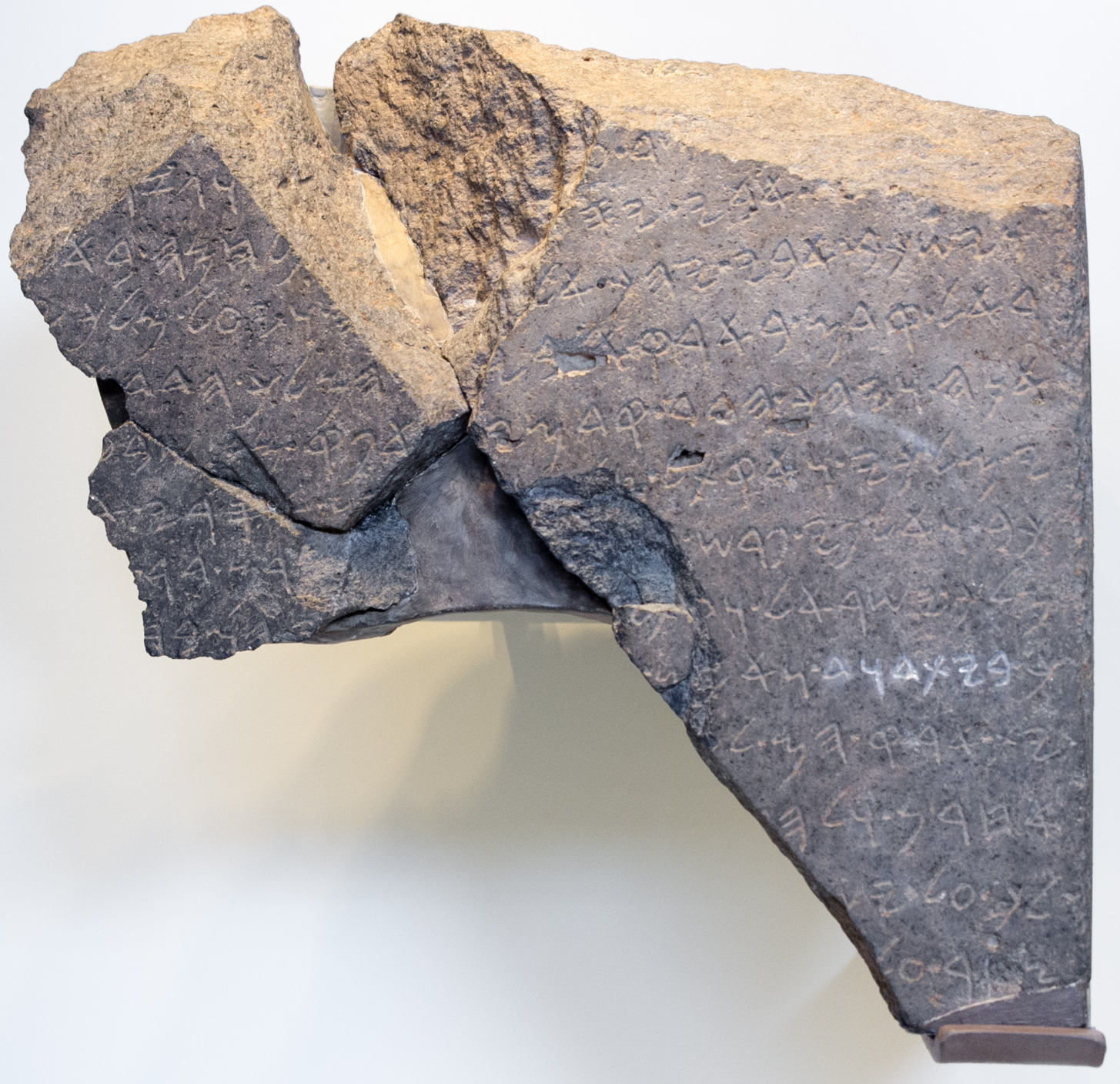
Stela Tel Dan

Stela de la Tel Dan, descoperită în 1993, este o piatră inscripționată ridicată de Hazael, un regele Damascului la sfârșitul secolului al IX-lea/începutul secolului VIII î.Hr. Comemorează victoria regelui asupra a mai mulți regi inamici și conține expresia ebraică ביתדוד, bytdwd, pe care majoritatea cărturarilor o traduc prin „Casa lui David”. Alți cărturari au contestat această lectură dar este probabil că aceasta este o trimitere la o dinastie a Regatului Iuda care și-a trasat strămoșii la un fondator pe nume David. 

### Stela lui Meșa
Doi epigrafi, André Lemaire și Émile Puech, au emis ipoteza în 1994 că Stela lui Meșa din Moab, datând din secolul al IX-lea, conține și cuvintele „Casa lui David” la sfârșitul Liniei 31, deși acest lucru a fost considerat mai puțin sigur decât mențiunea din inscripția Tel Dan. În mai 2019, Israel Finkelstein, Nadav Na'aman și Thomas Römer au concluzionat din noile imagini că numele conducătorului conține trei consoane și a început cu un bet, care exclude lectura „Casa lui David” și, împreună cu orașul de reședință al monarhului „Horonaim” din Moab, face posibil ca cel menționat să fie Regele Balak, un nume cunoscut și din Biblia ebraică. Mai târziu în acel an, Michael Langlois a folosit fotografii de înaltă rezoluție atât ale inscripției în sine, cât și ale originalului din secolul al XIX-lea de imprimare pe hârtie a stelei încă intactă pentru a confirma punctul de vedere al lui Lemaire că linia 31 conține sintagma „Casa lui David”. În răspunsul pentru Langlois, Na'aman a susținut că citirea „Casei lui David” este inacceptabilă, deoarece structura frazei rezultată este extrem de rară în inscripțiile regale semitice vestice.

### Portalul bubastit de la Karnak

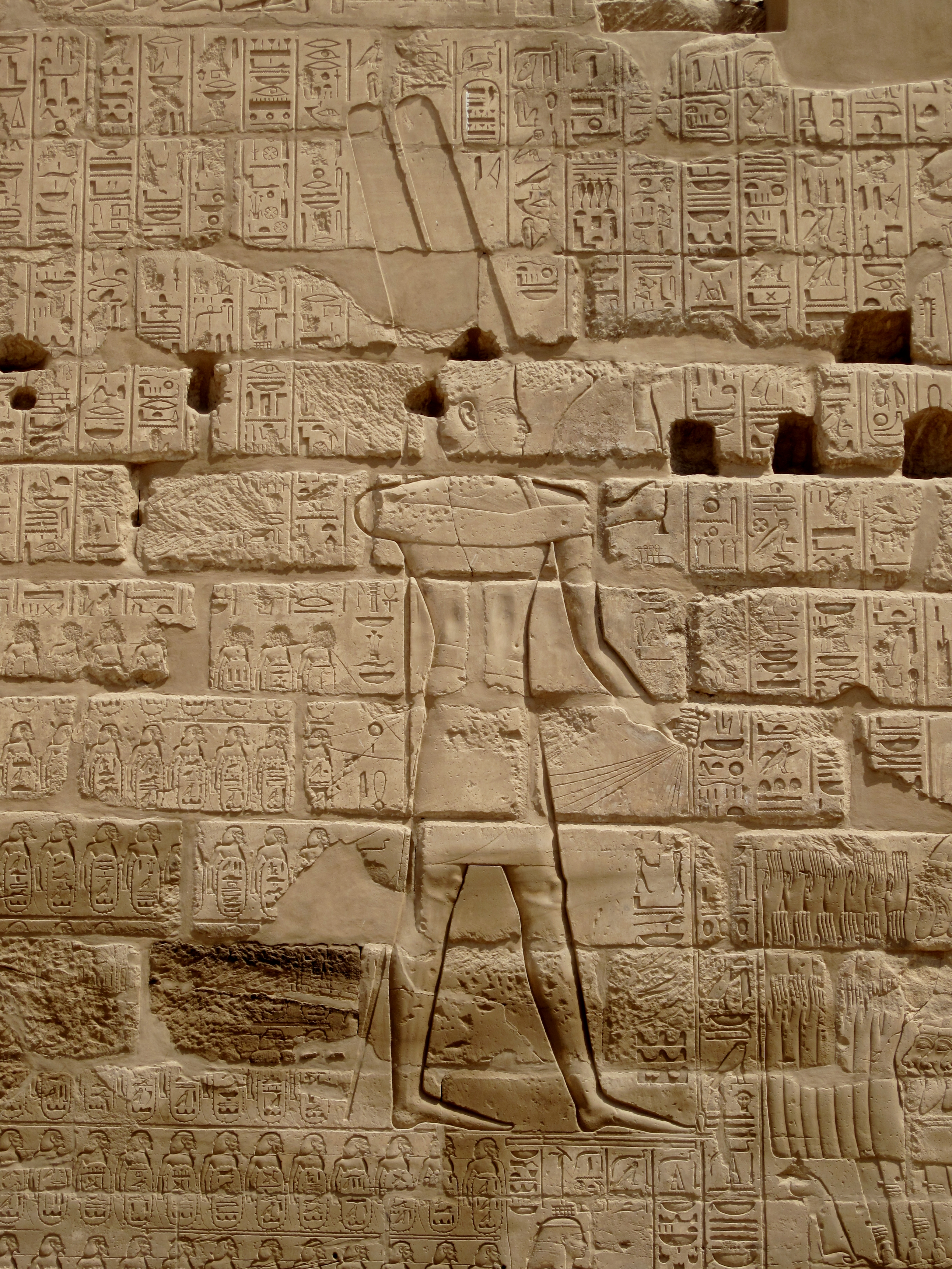
Telieful triumfal al lui Shoshenq I lângă Portalul bubastit de la Karnak, înfățișând zeul Amun-Re primind o listă de orașe și sate cucerite de rege în campaniile sale militare din Orientul Apropiat.

Pe lângă cele două stele, cercetătorul biblic și egiptologul Kenneth Kitchen sugerează că numele lui David apare și într-un relief al faraonului Shoshenq (din "dinastia bubastită", de obicei identificat cu Șișak din Biblie, Cartea a treia a Regilor 14:25–27). Relieful amintește că Shoshenq a atacat mai multe locuri din  Palestina în 925 î.Hr., iar Kitchen interpretează un pasaj din el ca „Înălțimile lui David”,care se aflau in sudul Iudeei, și ca Tel Negev unde Biblia spune că David a fugit de mânia lui Saul. Relieful este deteriorat și interpretarea este incertă.

### Critica biblică
Informații suplimentare:  Critica biblică
În afară de acestea, tot ce se știe despre David provine din literatura biblică. Unii cercetători au ajuns la concluzia că acest lucru a fost compilat probabil din înregistrările contemporane din secolele XI și X î.Hr., dar că nu există o bază istorică clară pentru a determina data exactă a compilării. Alți cercetători cred că Cărțile lui Samuel au fost compuse substanțial în timpul regelui Iosia la sfârșitul celui de-al VII-lea secol î.Hr., extins în timpul exilului babilonian (secolul al VI-lea î.Hr.) și aproape complet cu aproximativ 550 î.Hr. Auld susține că editarea ulterioară a fost făcută chiar și după aceea - sfertul de siclu de argint pe care slujitorul lui Saul îl oferă lui Samuel în Cartea întâi a Regilor 9: „aproape sigur fixează data poveștii în perioada persană sau elenistică” deoarece se știe că sfertul de siclu exista în vremea hasmoneilor. Autorii și editorii Cărților lui Samuel au folosit multe surse anterioare, inclusiv, pentru istoria lor despre David, „istoria ascensiunii lui David” (Cartea întâi a Regilor 16:14–2, Cartea întâi a Regilor 5:10) și „narațiunea succesorală” (Cartea a doua a Regilor 9:–Cartea a doua a Regilor 20: și Cartea a treia a Regilor 1:-Cartea a treia a Regilor 2:). Cartea Cronicilor, care spune povestea dintr-un punct de vedere diferit, a fost alcătuită probabil în perioada 350-300 î.e.n. și îl folosește pe Samuel ca sursă.
Dincolo de aceasta, este disponibilă întreaga gamă de interpretări posibile. Un număr de savanți consideră povestea lui David ca o poveste eroică asemănătoare legendei regelui Arthur sau epopeii lui Homer. Alții susțin că David povestea este o scuză politică - un răspuns la acuzațiile contemporane împotriva lui de implicare a sa în crime și regicide. Autorii și editorii lui Samuel și Cronici nu au avut ca scop înregistrarea istoriei, ci a promova domnia lui David ca fiind inevitabilă și de dorit, și din acest motiv, există puține lucruri despre David care sunt concrete și de necontestat.
În 2006, Israel Finkelstein și Neil Asher Silberman au afirmat că dovezile arheologice au arătat că Iuda era slab locuit și Ierusalimul nu era mai mult decât un sat mic. Dovezile au sugerat că David a guvernat doar ca o căpetenie asupra regatului sudic al lui Iuda, mult mai mic și întotdeauna umbrit de vechiul și mai puternicul regat Israel din nord. Ei au susținut că Israelul și Iuda nu erau  monoteiste la acea vreme și că mai târziu redactorii din secolul al VII-lea au încercat să înfățișeze o epocă de aur trecută a unei monarhii unite, monoteiste, pentru a servi nevoi contemporane lor. Au remarcat o lipsă de dovezi arheologice pentru campaniile militare ale lui David și o relativă subdezvoltare a Ierusalimului, capitala lui Iuda, în comparație cu Samaria, mai dezvoltată și urbanizată, capitala Israelului. Dovezile biblice indică faptul că Iuda lui David era ceva mai puțin decât o monarhie cu drepturi depline: adesea îl numește „negid”, adică „prinț” sau „șef”, mai degrabă decât melek, care înseamnă „rege”; David biblic nu înființează nici o birocrație complexă de care are nevoie un regat (chiar și armata sa este alcătuită din voluntari), iar adepții săi sunt în mare parte înrudiți cu el și din mica sa zonă de origine din jurul Hebronului.
Amihai Mazar a susținut în 2014, pe baza descoperirilor arheologice recente, că „deconstrucția Monarhiei Unite și devalorizarea regatului Iuda ca stat în secolul al IX-lea reprezintă o interpretare inacceptabilă a datelor istorice disponibile”. Mazar credea că Monarhia Unită poate fi descrisă ca un „stat în dezvoltare”. În 2018 Avraham Faust și Yair Sapir au detaliat transformarea un sit iudeean în secolul al X-lea î.Hr., implicând utilizarea sinarului în construcții, despre care au susținut că susțin teoria Monarhiei Unite.
Au fost scrise și alte studii despre David: Baruch Halpern l-a reprezentat pe David ca pe un vasal de-o viață al lui Achiș, regele filistean din Gath; Steven McKenzie, profesor asociat de Biblie ebraică la Rhodes College și autor al Regele David: o Biografie, susține că David provenea dintr-o familie înstărită, era „ambițios și nemilos” și un tiran care și-a ucis adversarii, inclusiv proprii fii.
Jacob L. Wright, profesor asociat de biblie ebraică la Universitatea Emory, a scris că cele mai populare legende despre David, inclusiv uciderea lui Goliat, relația cu Batșeba și conducerea unui Regat Unit mai degrabă decât doar Iuda, sunt creația celor care au trăit generații după el, în special a celor care au trăit în perioada persană sau elenistică târzie.
Conform lui William G. Dever, un arheolog mainstream dar foarte conservator, în secolul al X-lea î.Hr. Regatul Iuda era „un stat aflat într-un stadiu timpuriu și rudimentar”, care „nu a fost bine consolidat până în secolul al IX-lea î.Hr.”, iar Regatul Israel a avut o dezvoltare separată în secolul al IX-lea î.Hr.
Conform unui manual din anul 2020, publicat la editura Universității Oxford, raportul Bibliei despre David și Solomon nu este nici pură fantezie, nici istorie riguroasă, ci ceva undeva pe la mijloc. De asemenea, manualul motivează că lipsa de scrieri/inscripții din secolele X-IX î.Hr. se datorează insignifianței Regatului Iuda. Conform manualului, este foarte probabil că David și Solomon au fost politeiști, deoarece monoteismul nu a fost popular înaintea Exilului în Babilon.

### Mormântul lui David
Nimeni din secolul XXI sau anterior nu a descoperit mormântul lui David sau al lui Solomon. Mormântul nu mai poate fi identificat, deoarece a fost prăduit de Irod cel Mare, iar aurul și obiectele scumpe din el au dispărut înainte de Hristos. Conform 1 Regi 2:10 David a fost îngropat în Cetatea lui David, împreună cu strămoșii săi plus (ulterior) Solomon.
Singura dovadă arheologică explicită din care reiese că David a trăit este Stela de la Tel Dan, iar pentru Solomon nu există nicio dovadă arheologică explicită.

## Istoria interpretării în religiile abrahamice

### Iudaismul rabinic
David este o figură importantă în iudaismul rabinic, cu multe legende țesute în jurul său. În conformitate cu o tradiție, David a fost crescut ca fiul tatălui său Isai și și-a petrecut primii ani păstorind oile tatălui său în pustie în timp ce frații săi erau la școală.
Adulterul lui David cu Batșeba este interpretat ca o oportunitate de a demonstra puterea pocăinței, iar Talmudul afirmă că nu a fost deloc adulter, citând o practică evreiască de divorț în ajunul bătăliei. Mai mult, potrivit surselor talmudice, moartea lui Urie nu trebuia considerată crimă, pe baza faptului că Urie a comis o infracțiune capitală refuzând să se supună unei comenzi directe din partea regelui. Cu toate acestea, în Sanhedrinul tratat, David și-a exprimat remușcarea pentru păcatele sale și a căutat iertare. În cele din urmă, Dumnezeu i-a iertat pe David și Bat-Șeba, dar nu le-a îndepărtat păcatele din Scriptură.
Într-o legendă evreiască, păcatul lui David cu Bat-Șeba este pedeapsa pentru conștiința excesivă a lui David, care îl rugase pe Dumnezeu să-l conducă în ispită, astfel încât să poată dovedi credincioșia sa ca Avraam, Isaac și Iacob (care au trecut cu succes testul) ale căror nume au fost ulterior unite cu Dumnezeu, în timp ce David a eșuat în cele din urmă prin tentația unei femei.
Potrivit unui midraș, Adam a renunțat la 70 de ani din viața sa pentru viața lui David. De asemenea, potrivit Talmud Yerushalmi, David s-a născut și a murit în sărbătoarea evreiască a Shavuot (sărbătoarea săptămânilor).

### Creștinism
Conceptul de Mesia este important în creștinism. La început, un rege pământesc care conducea prin numire divină („cel uns”, așa cum îl avea titlul Mesia), „fiul lui David” a devenit în ultimele două secole precreștine cel apocaliptic și cel ceresc care va elibera Israel și inaugurează un nou regat. Acesta a fost fundalul conceptului de mesia în creștinismul timpuriu, care a interpretat cariera lui Isus „prin intermediul titlurilor și funcțiilor atribuite lui David în misticismul cultului Sionului, în care a slujit ca preot-rege și în care a fost mediatorul dintre Dumnezeu și om”.
Biserica timpurie credea că „viața lui David prefigurează viața lui Hristos; Betleem este locul de naștere al amândurora; viața păstorească a lui David arată pe Hristos, Păstorul cel bun; cele cinci pietre alese pentru a-l ucide pe Goliat sunt tipice ale cinci răni; trădarea de către consilierul său de încredere, Ahitofel, și trecerea peste Valea Cedronului amintește de patimile lui Hristos. În Evul Mediu, „Carol cel Mare s-a gândit la el însuși și a fost privit de către erudiții săi de la curte, ca un « nou David ». [Aceasta nu a fost] în sine o idee nouă, ci [una al cărei] conținut și semnificație au fost mult mărite de el”.
Bisericile de rit latin îl sărbătoresc pe 29 decembrie, iar cele de rit bizantin pe 19 decembrie. Biserica Ortodoxă și Bisericile Catolice Orientale sărbătoresc ziua sărbătorii „Sfântului Drept Profet și Rege David” în Duminica Sfinților Părinți (două duminici înainte de sărbătoarea Crăciunului), când este pomenit împreună cu alți  strămoși ai lui Isus. El este, de asemenea, comemorat în duminica de după Nașterea Domnului, împreună cu Iosif și Iacov, Fratele Domnului. 

#### Evul Mediu

Stema atribuită regelui David de către heraldiștii medievali. (identică cu stema Irlandei)

În cultura creștină europeană a Evului Mediu, David a fost făcut membru al Nine Worthies, un grup de eroi care încapsulează toate calitățile ideale ale cavaleriei. Viața sa a fost astfel propusă ca un subiect valoros de studiu de către cei care aspiră la statutul cavaleresc. Acest aspect al lui David în cele nouă demne a fost popularizat în primul rând prin literatură și a fost apoi adoptat ca subiect frecvent pentru pictori și sculptori.
David a fost considerat un model de conducător și un simbol al monarhie de drept divin în întreaga medievală Europa de Vest și de Est creștină. David a fost perceput ca predecesorul biblic al împăraților creștini romani și bizantini, iar numele „Noul David” a fost folosit ca referință onorifică la acești conducători. Dinastia georgiană bagratidă și dinastia solomonică din Etiopia au revendicat direct descendență biologică de la el. La fel, regii francilor dinastiei Carolingiene s-au revendicat frecvent de la David; Carol cel Mare însuși a folosit ocazional numele lui David ca pseudonim.

### Islam
David este o figură importantă în Islam ca unul dintre marii profeți trimiși de Dumnezeu pentru a-i îndruma pe israeliți. David este menționat de mai multe ori în Coran cu numele în arabă داود, Dāwūd, adesea cu fiul său Solomon. În Coran: David l-a ucis pe Goliat (2: 251), un soldat uriaș din armata filisteană. Când David l-a ucis pe Goliat, Dumnezeu i-a acordat domnia și înțelepciunea și le-a impus (38:20). David a fost făcut „vicegerent al lui Dumnezeu pe pământ” (38:26) și Dumnezeu i-a mai dat lui David o judecată sănătoasă (21:78; 37: 21–24, 26), precum și Psalmii, considerați ca cărți ale înțelepciunii divine (4: 163; 17:55). Păsările și munții s-au unit cu David în a rosti laude lui Dumnezeu (21:79; 34:10; 38:18), în timp ce Dumnezeu a făcut fierul moale pentru David (34:10 Arhivat în 2 aprilie 2017, la Wayback Machine.), Dumnezeu l-a instruit și pe David în arta modelării armurii din lanț de fier (21:80); o indicație a primei utilizări a fierului forjat, această cunoaștere i-a oferit lui David un avantaj major față de bronzul și fonta ale adversarilor înarmați, ca să nu mai vorbim de impactul cultural și economic. Împreună cu Solomon, David a judecat într-un caz de deteriorare a câmpurilor (21:78), iar David a judecat problema dintre doi petiționari în camera sa de rugăciune (38: 21-23). Deoarece nu există nicio mențiune în Coran cu privire la greșeala pe care David a făcut-o lui Urie și nici o referire la Batșeba, musulmanii resping această narațiune.
Tradiția musulmană și „hadith” subliniază zelul lui David atât în rugăciunea zilnică, cât și în a ține post. Comentarii, istorici și compilatori ai Coranului numeroaselor „Povești ale profeților” elaborează pe scurtele narațiuni coranice ale lui David și menționează în mod specific darul lui David în cântarea sa Psalmi precum și talentele sale muzicale și vocale. Vocea sa este descrisă ca având o putere captivantă, țesându-și influența nu numai asupra omului, ci asupra tuturor fiarelor și naturii, care s-ar uni cu el în a-L lăuda pe Dumnezeu.

## Artă și literatură

### Literatura

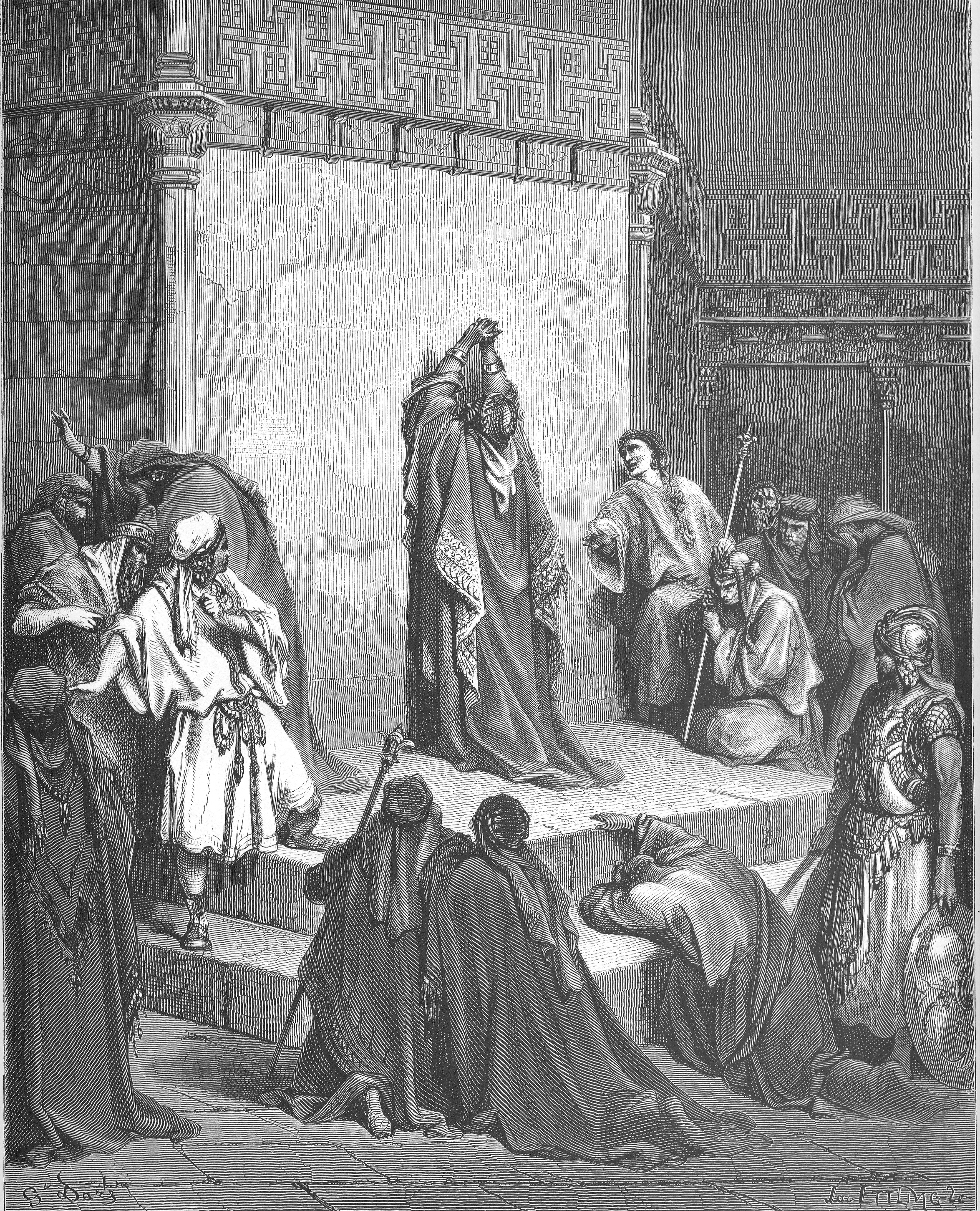
David plânge moartea lui Absalom, de Gustave Doré

Lucrările literare despre David includ:
- '1681–1682'  Absalom și Achitophel de Dryden este o alegorie care folosește povestea rebeliunii lui Absalom împotriva Regelui David ca bază pentru satira sa a situației politice contemporane, inclusiv evenimente precum Rebeliunea Monmouth (1685), Complotul papistaș (1678) și Criza de excludere.
- '1893'  Sir Arthur Conan Doyle s-ar putea să fi folosit povestea lui David și Batșeba ca fundament pentru povestea Sherlock Holmes Aventura omului strâmb. Holmes menționează „mica aventură a lui Urie și Batșeba” la sfârșitul poveștii.[133]
- '1928' Romanul  Giant Killer  de Elmer Davis reface și înfrumusețează povestea biblică a lui David, punându-l pe David ca în primul rând un poet care a reușit întotdeauna să găsească pe alții care să facă „munca murdară” „de eroism și regat”. În roman, Elhanan l-a ucis de fapt pe Goliat, dar David a pretins meritul; iar Ioab, vărul și generalul lui David, și-a asumat sarcina de a lua multe dintre deciziile dificile ale războiului și a administrării statului atunci când David a stat pe gânduri sau a scris în loc poezie.
- '1936'  A lui William Faulkner 'Absalom, Absalom!' 'Se referă la povestea lui Absalom, fiul lui David; răzvrătirea împotriva tatălui său și moartea sa din mâna generalului lui David, Ioab. În plus, este paralelă cu răzbunarea lui Absalom pentru violul surorii sale Tamar de către fratele său vitreg, Amnon.
- '1946'  Romanul de Gladys Schmitt David the King a fost o biografie bogat înfrumusețată a întregii vieți a lui David. Cartea și-a asumat un risc, mai ales pentru timpul său, în a descrie relația lui David cu Ionatan ca fiind evident homoerotică, dar a fost în cele din urmă criticată de criticii literari ca o interpretare blândă a personajului din titlu.
- '1966'  Juan Bosch, un lider și scriitor politic dominican, a scris „David: Biografia unui rege”, ca o portretizare realistă a vieții și carierei politice a lui David.
- '1970'  Dan Jacobson Răpirea lui Tamar este o relatare imaginară, făcută de unul dintre curtenii lui David Yonadab, despre violul lui Tamar de Amnon.
- '1972'  Stefan Heym a scris  Raportul Regelui David  în care istoricul Etan compilează la ordinele regelui Solomon „un raport adevărat și autoritar despre viața lui David, fiul lui Isai” - descrierea ironică a scriitorului est-german al unui istoric al curții care scria o istorie „autorizată”, multe incidente fiind clar concepute ca referințe satirice la timpul scriitorului.
- '1974'  În romanul biblic de fantezie al lui Thomas Burnett Swann How are the Mighty Fallen, David și Ionatan sunt declarați în mod explicit că sunt iubiți. Mai mult, Ionatan este membru al unei rase semi-umane înaripate (posibil nefilim), una dintre mai multe astfel de rase coexistente cu umanitatea, dar deseori persecutată de ea.
- '1980'  Romanul facțional al lui Malachi Martin Regele regilor: un roman al vieții lui David relatează viața lui David, campionul lui Adonai în bătălia sa cu zeitatea filisteană Dagon.
- '1984'  Joseph Heller a scris un roman bazat pe David numit  Dumnezeu știe, publicat de Simon & Schuster. Spus din perspectiva unui David îmbătrânit, umanitatea - mai degrabă decât eroismul - a diferitelor personaje biblice este subliniată. Portretizarea lui David ca un om cu defecte precum lăcomia, pofta, egoismul și înstrăinarea sa față de Dumnezeu, destrămarea familiei sale este o interpretare distinctă din secolul al XX-lea a evenimentelor spuse în Biblie.
- '1993'  Romanul lui Madeleine L'Engle Anumite femei explorează familia, credința creștină și natura lui Dumnezeu prin povestea familiei regelui David și saga unei familii moderne similare.
- '1995'  Allan Massie a scris „Regele David”, un roman despre cariera lui David care descrie relația regelui cu Ionatan ca fiind sexuală.[134]
- '2015'  Geraldine Brooks a scris un roman despre regele David, Acordul secret, spus din punctul de vedere al profetului Natan.[135][136]

### Picturi
- '1599'  Caravaggio David și Goliat
- '1616'  Peter Paul Rubens David Slaying Goliath
- 'c.' '1619'  Caravaggio, David și Goliat

### Sculpturi
- Donatello: David (1444–1446)
- Verrocchio: David (1473–1475)
- Michelangelo: David (1501–1504)

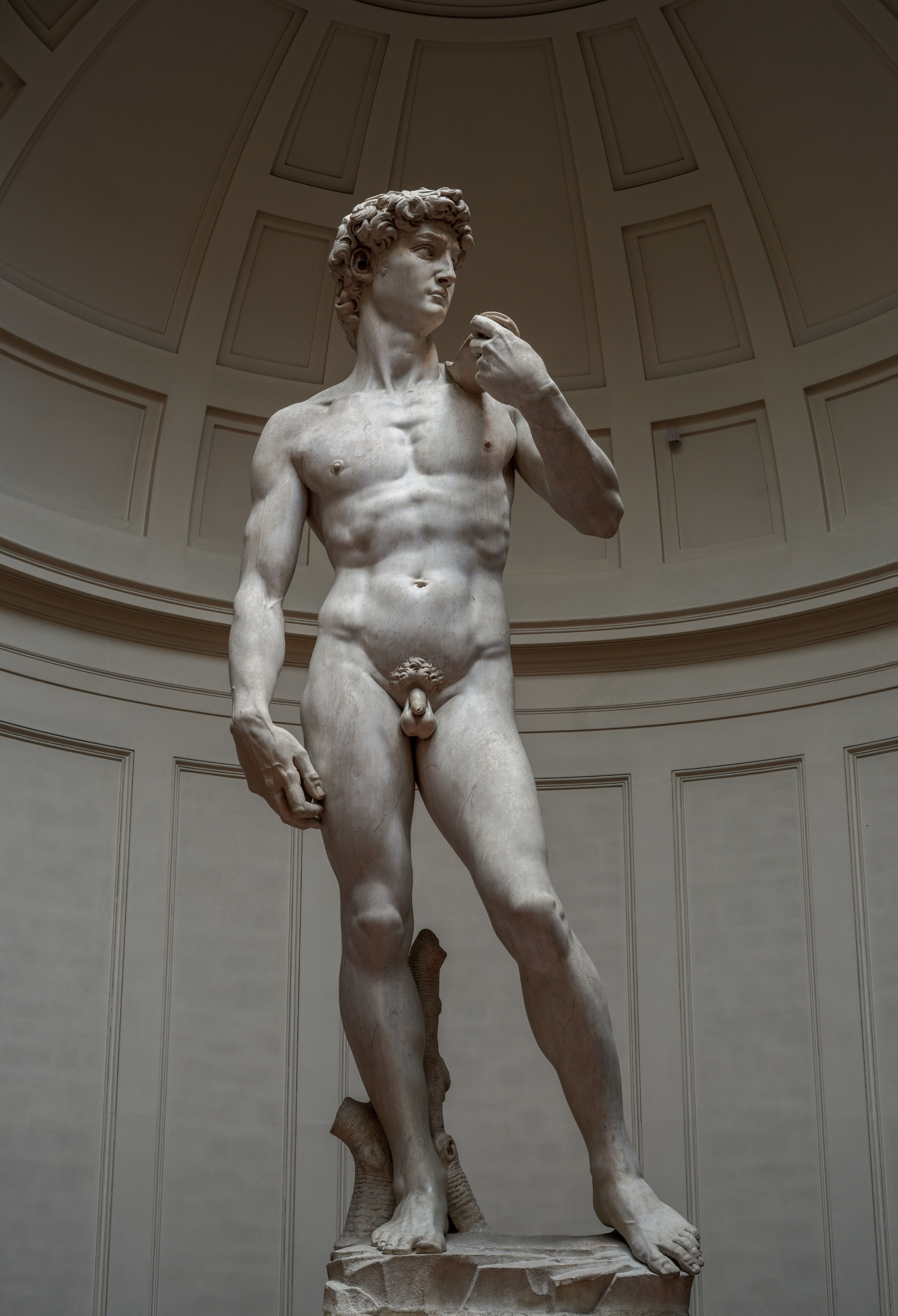
David (sculptură de Michelangelo)

- Gian Lorenzo Bernini: David (1623–1624)

### Film
David a fost descris de mai multe ori în filme; acestea sunt unele dintre cele mai cunoscute:
- 1951 - În David și Batșeba, în regia lui Henry King, Gregory Peck l-a jucat pe David.
- 1959 - În Solomon și regina din Saba, în regia lui King Vidor, Finlay Currie a interpretat un rege David în vârstă.
- 1961 - În O poveste a lui David, în regia lui Bob McNaught, Jeff Chandler l-a interpretat pe David.
- 1985 - În Regele David, în regia lui Bruce Beresford, Richard Gere a jucat rolul regelui David.
- 1996 - În Dave and the Giant Pickle

### Televiziune
- '1976'  Povestea lui David, un film realizat pentru televiziune cu Timothy Bottoms și Keith Michell ca regele David la diferite vârste.[137]
- '1997'  David, un film TV cu Nathaniel Parker în rolul regelui David și Leonard Nimoy în rolul profetului Samuel.[138]
- '1997'  Max von Sydow a înfățișat un rege David mai vechi în filmul TV Solomon, o continuare a lui  David. [139]
- '2009'  Christopher Egan l-a jucat pe David pe Kings, o reimaginare vag bazată pe povestea biblică.[140]
- Regele David este punctul central al celui de-al doilea episod al documentarului History Channel „Battles BC”, care detaliază toate isprăvile sale militare din Biblie.[141]
- '2013'  Langley Kirkwood l-a portretizat pe regele David în miniserialul Biblia.
- '2016'  Of Kings and Prophets în care David este interpretat de Olly Rix

### Muzică

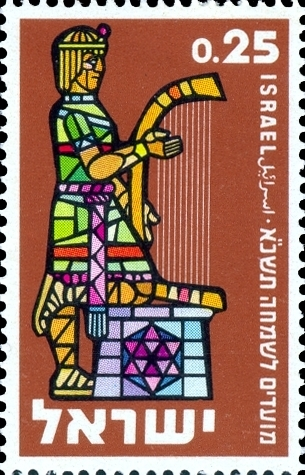
David pe un timbru israelian

- Cântecul tradițional de ziua de naștere Las Mañanitas îl menționează pe regele David drept cântăreț original pe propriile sale versuri.
- '1738' Oratoriul lui  Georg Friedrich Händel Saul îl prezintă pe David drept unul dintre personajele sale principale.[142]
- '1921'  Oratoriul lui Arthur Honegger Le Roi David cu un libret de René Morax, a devenit instantaneu un element de bază al repertoriului coral.
- '1964'  Bob Dylan face aluzie la David în ultima linie a melodiei sale „When The Ship Comes In” („Și ca Goliat, vor fi cuceriți”).
- '1983'  Bob Dylan se referă la David în piesa sa „Jokerman” („Michelangelo într-adevăr ar fi putut să-ți sculpteze caracteristicile”).[143]
- '1984'  Leonard Cohen cântecul „Aleluia” are referințe la David („a existat o coardă secretă pe care David a cântat-o și a plăcut Domnului [...] Regele nedumerit compunând Aleluia ”) și Batșeba („ai văzut-o scăldându-se pe acoperiș”) în versurile sale de început.
- '1990'  Melodia „One of the Broken” de Paddy McAloon, interpretată de Prefab Sprout pe albumul Jordan: The Comeback, are o referință la David („Îmi amintesc de regele David, cu harpa și cântecele sale frumoase, frumoase, i-am răspuns rugăciunilor și i-am arătat un loc unde îi este apreciată muzica”).
- '1991'  „Mad About You”, o melodie de pe albumul Sting The Soul Cages, explorează obsesia lui David pentru Batșeba din perspectiva lui David.[144]
- '2000' Melodia „Dă-mi o piatră” apare pe albumul Little Feat Chinese Work Songs cronica duelului cu Goliat și conține o plângere către Absalom drept un pod.[145]
- '1997'  Regele David, uneori descris ca un oratoriu modern, cu un libret și versuri de Tim Rice și muzică de Alan Menken.

### Cărți de joc
Pentru o perioadă considerabilă, începând cu secolul al XV-lea și continuând până în al XIX-lea, producătorii francezi de cărți de joc au atribuit fiecăreia dintre cărțile de curte nume preluate din istorie sau mitologie. În acest context, regele de pică a fost adesea cunoscut sub numele de „David”.

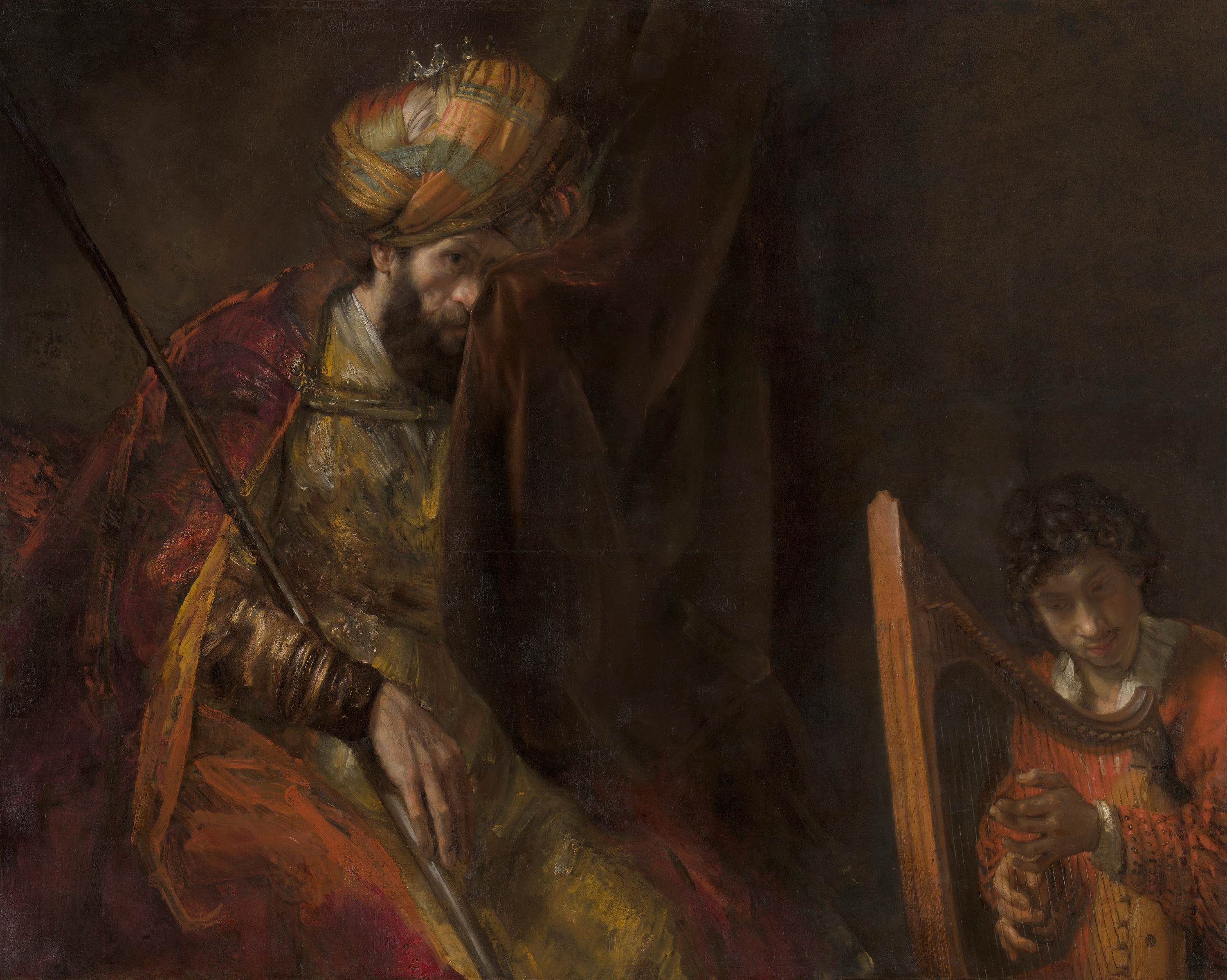
Rembrandt, c. 1650: „Saul și David”.
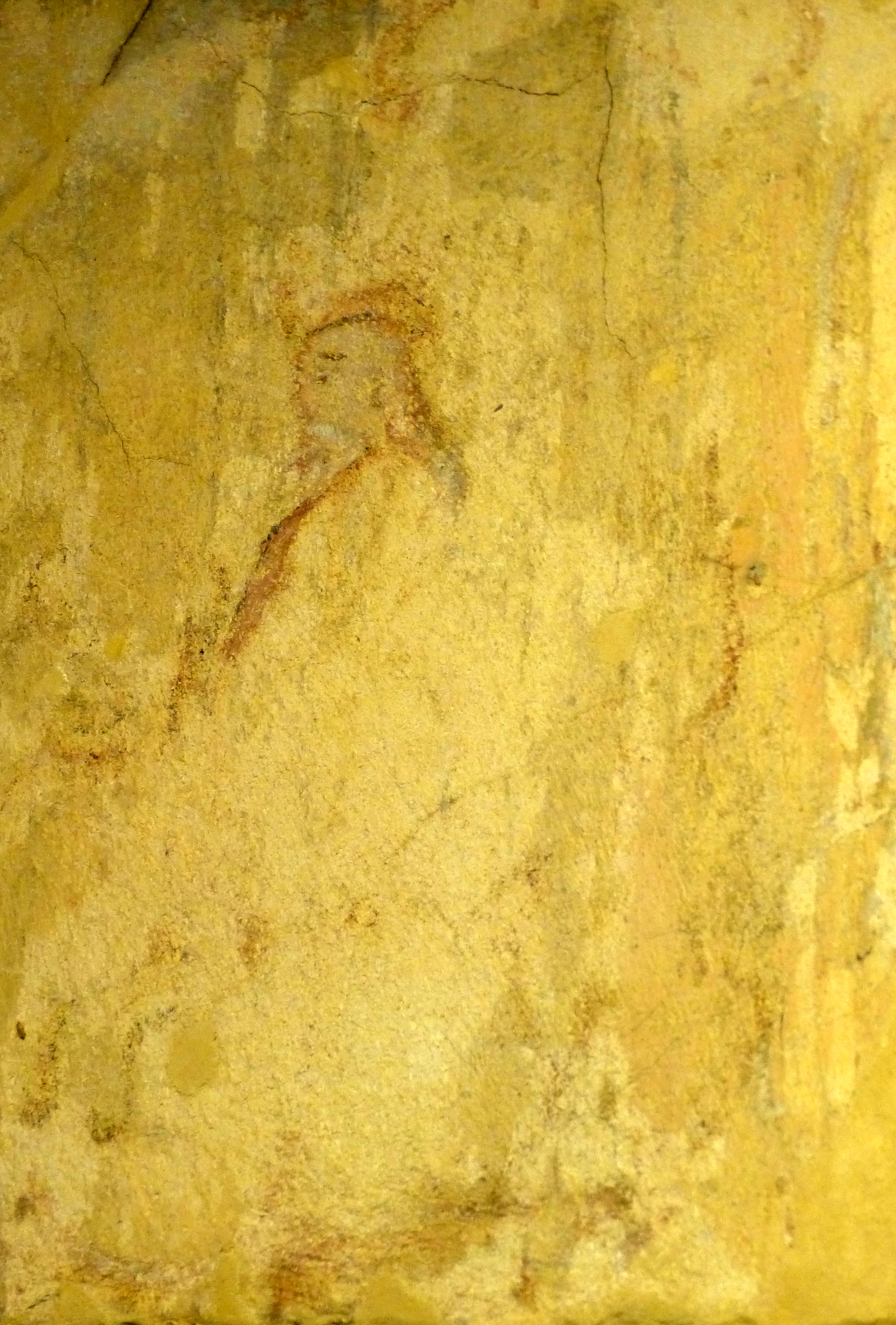
Frescă înfatișând pe regele David dintr-o sukkah din secolul al XVIII-lea (Muzeul Evreiesc din Franconia).
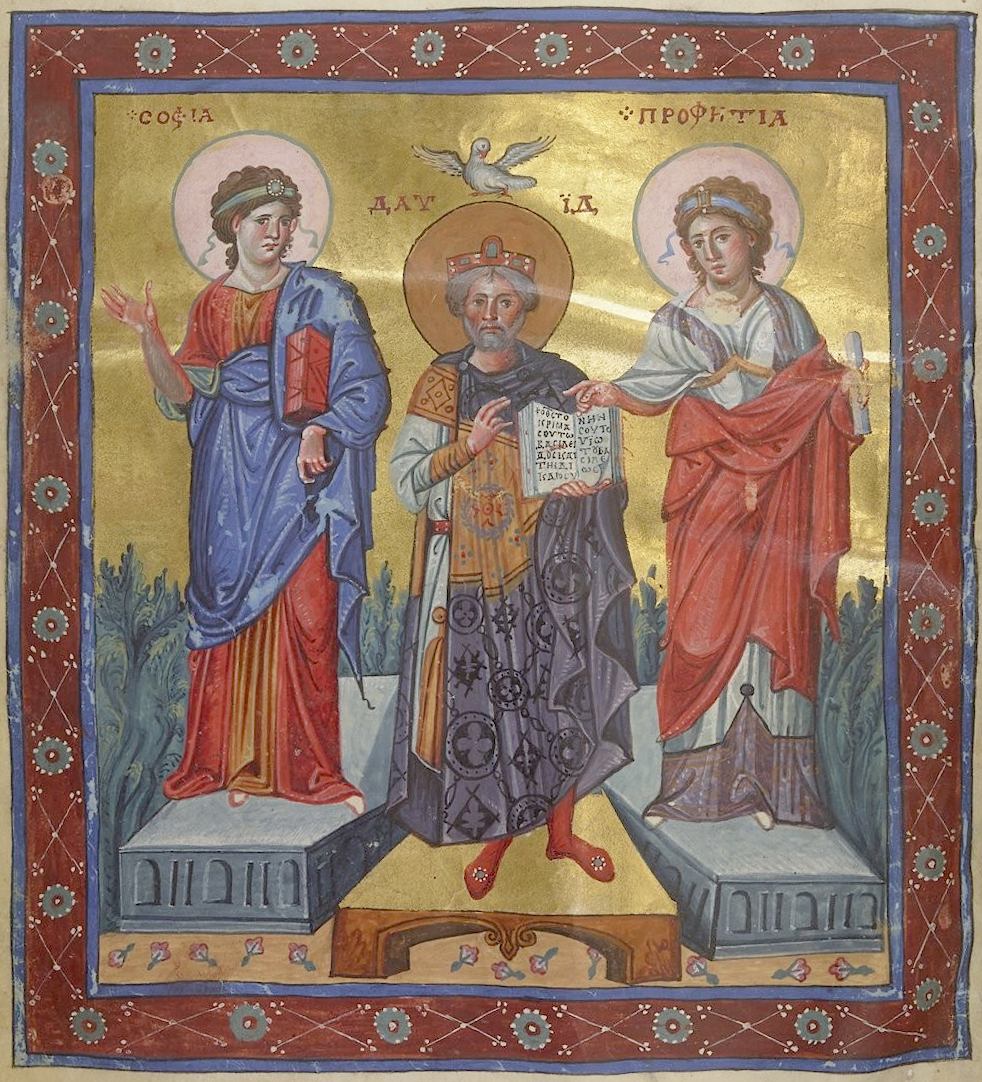
Miniatură din Psaltirea Parisului: David în hainele unui împărat bizantin.
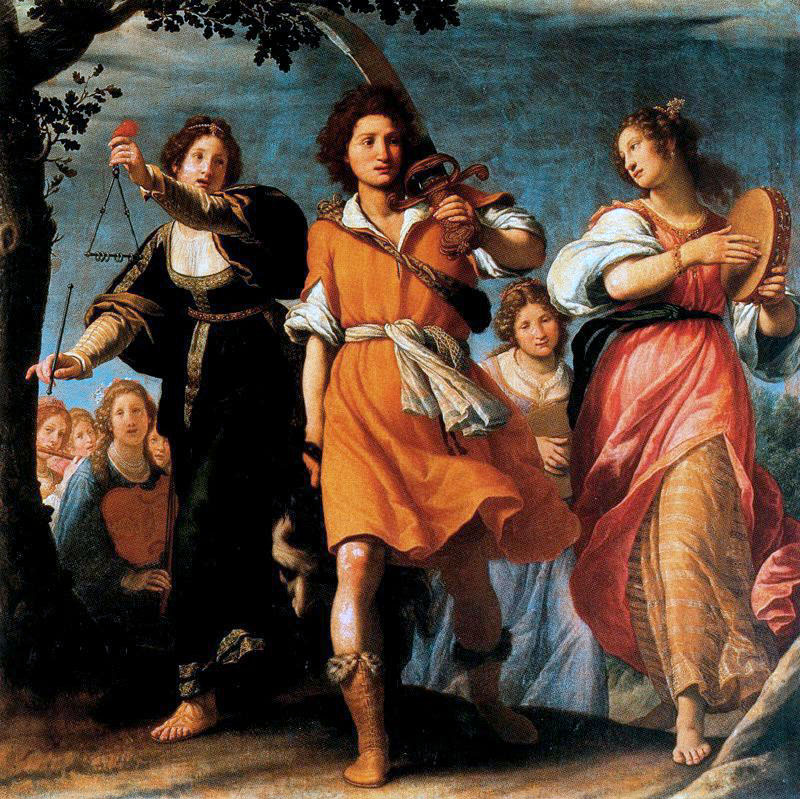
Matteo Rosselli David triumfător.
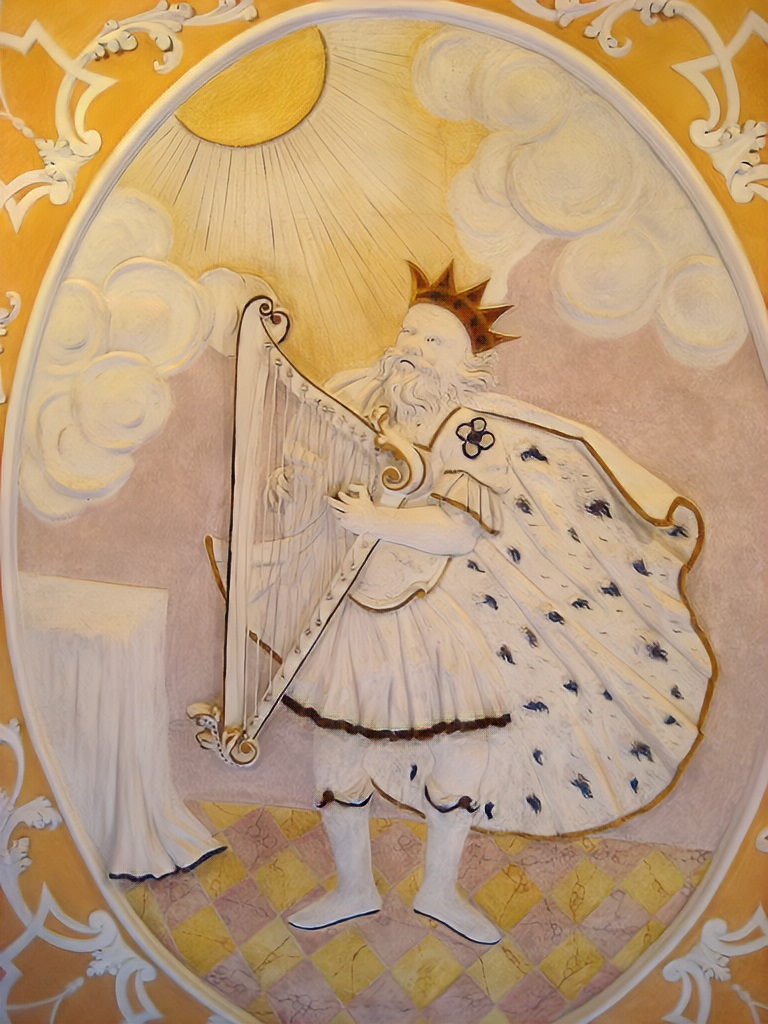
Regele David cântând la harpă, frescă de tavan din Primăria Monheim, casa unui bogat negustor evreu.
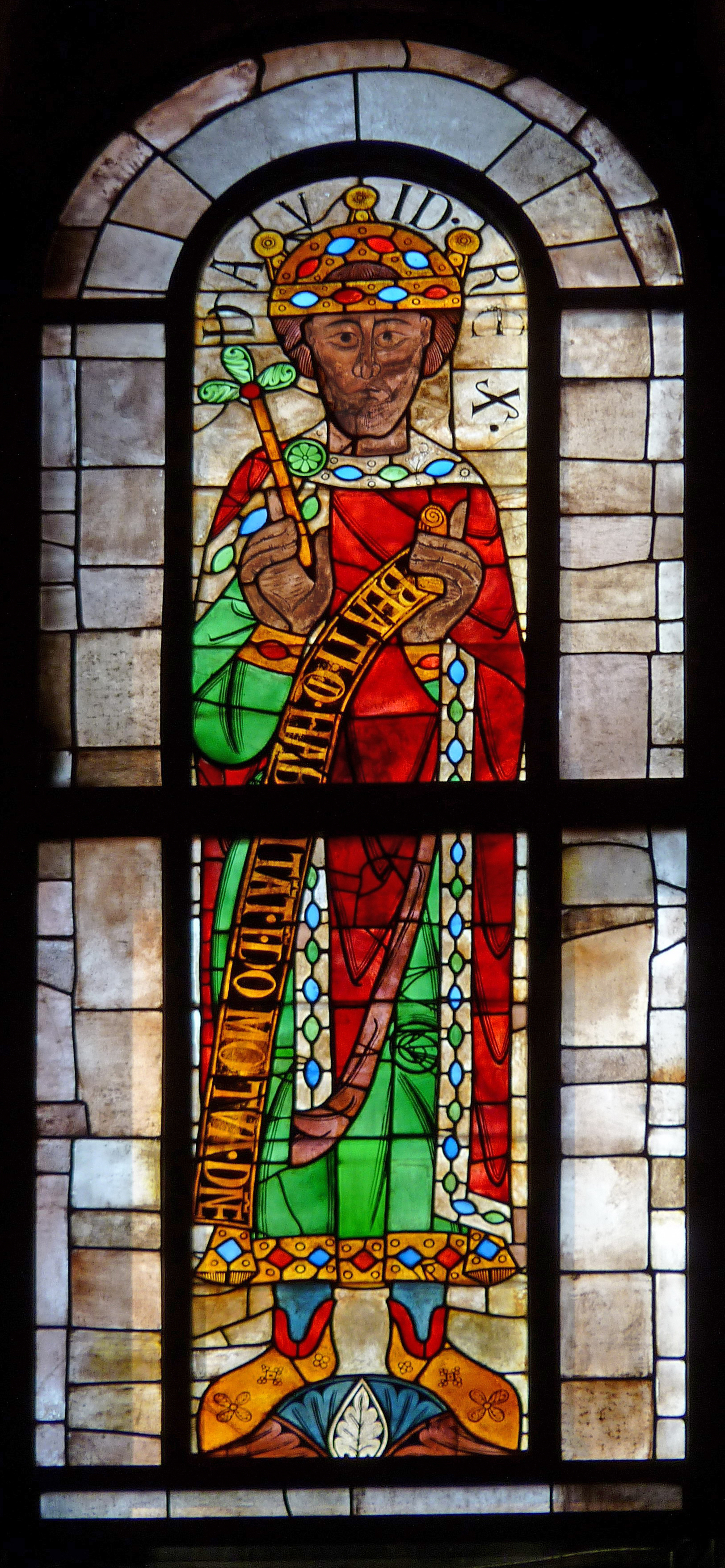
Regele David, vitraliu din epoca romanică, Domul din Augsburg, sfârșitul secolului al XI-lea.
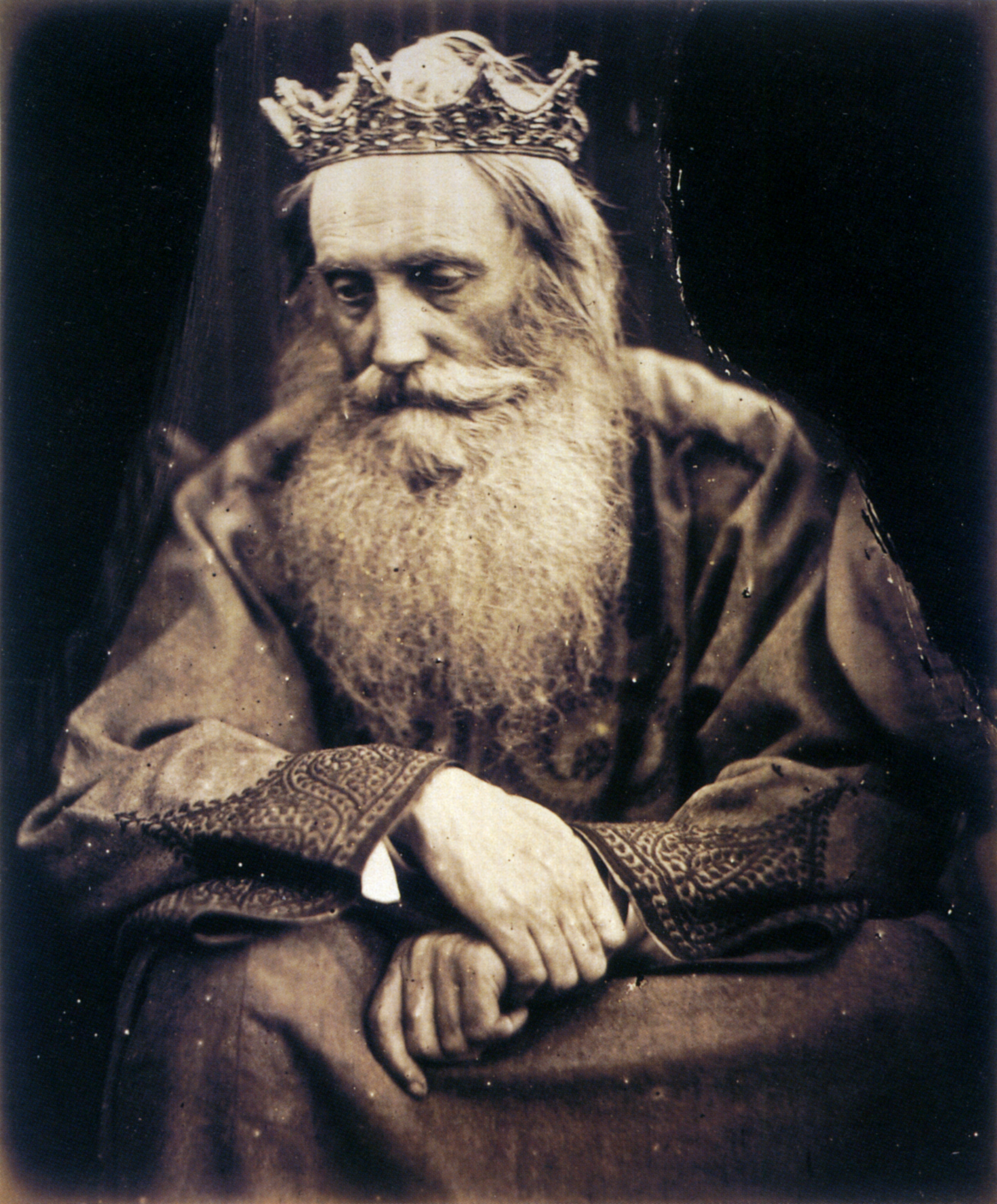
Studiu despre regele David, de Julia Margaret Cameron, înfățișîndu-l pe dramaturgul Sir  Henry Taylor, 1866.
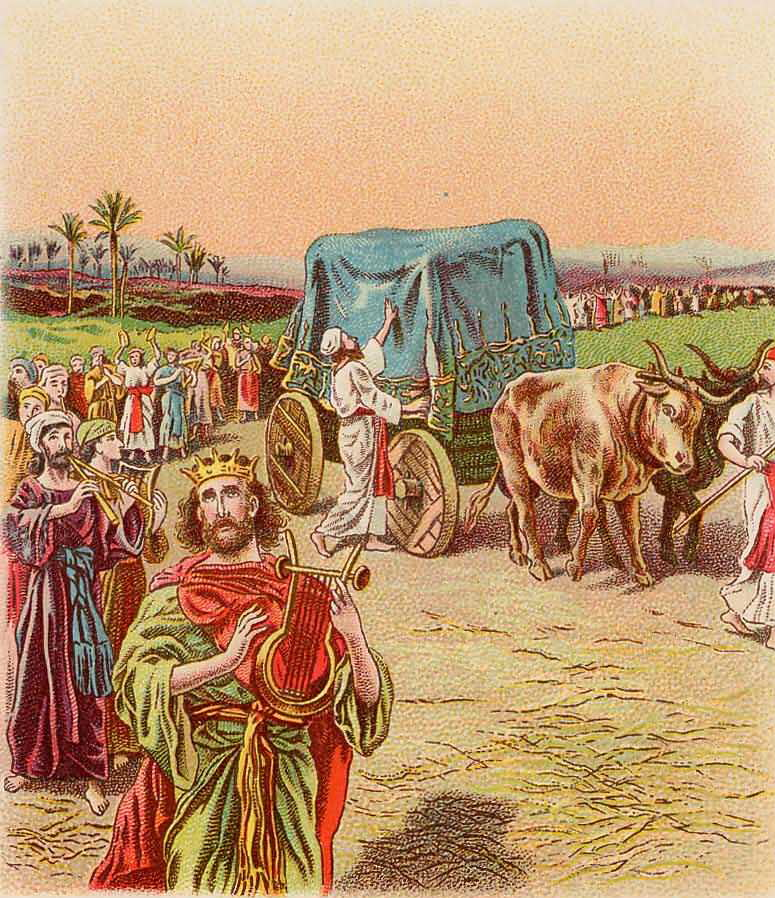
Chivotul este adus la Ierusalim (ilustrație a Bibliei din 1896, Providence Lithograph Company)
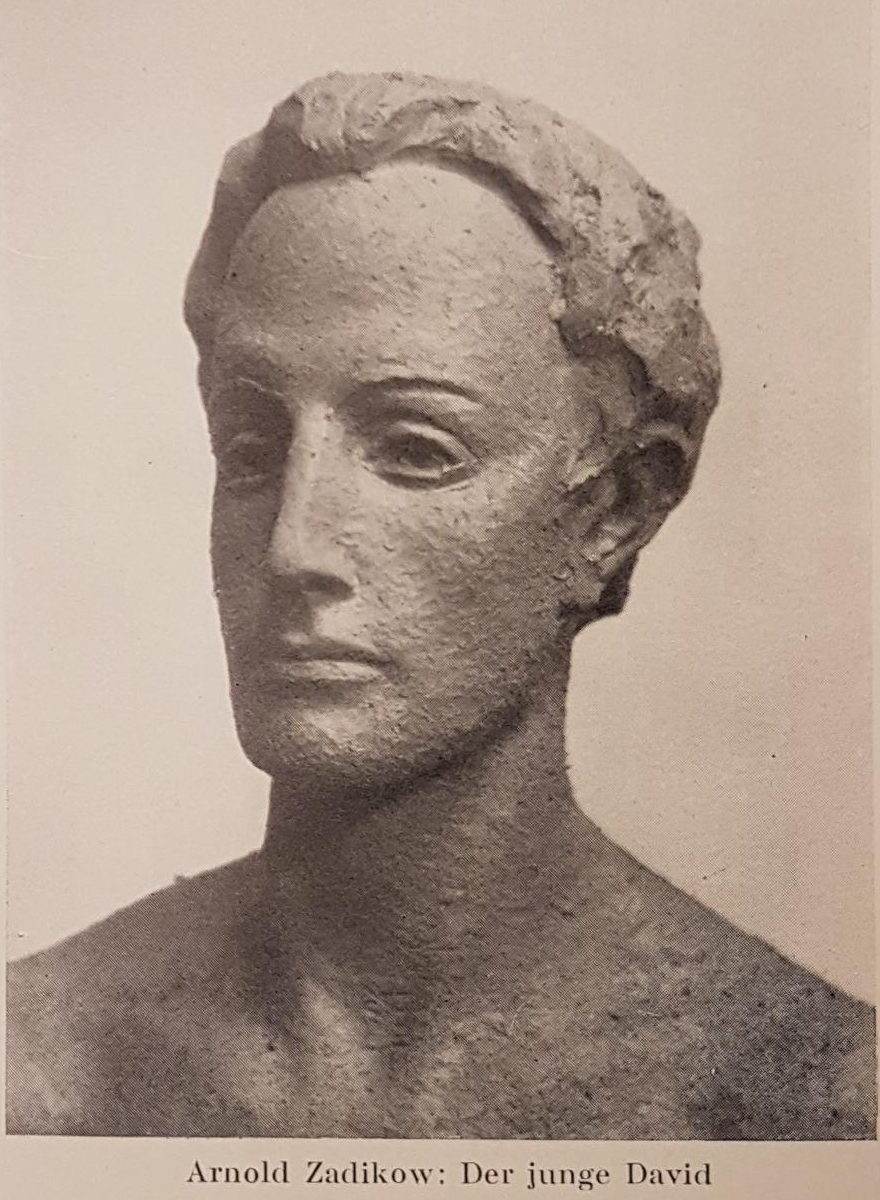
Arnold Zadikow, 1930: „Tânărul David” sculptură care s-a aflat în 1933 la intrarea Muzeului Evreiesc din Berlin și s-a pierdut în timpul războiului.